# كين وليامز (مهندس)
كين وليامز (بالإنجليزية: Ken Williams)‏ هو شخصية أعمال ومهندس وعالم حاسوب أمريكي، ولد في 30 أكتوبر 1954 في إيفانسفيل في الولايات المتحدة.

## وصلات خارجية
- الموقع الرسمي
- كين وليامز على موقع IMDb (الإنجليزية)
- كين وليامز على موقع قاعدة بيانات الفيلم (الإنجليزية)